# Guasiniidae
Famille
Les Guasiniidae sont une famille d'opilions laniatores. On connaît trois espèces dans deux genres.

## Distribution
Les espèces de cette famille se rencontrent au Venezuela et au Brésil.

## Liste des genres
Selon World Catalogue of Opiliones (14/10/2021) :
- Guaiquinimia González-Sponga, 1997
- Guasinia González-Sponga, 1997

## Publication originale
- González-Sponga, 1997 : « Arácnidos de Venezuela. Una nueva familia, dos nuevos géneros y dos nuevas especies de Opiliones Laniatores. » Acta Biologica Venezuelica, vol. 17, no 3, p. 51–58.